# Curveball – Wir machen die Wahrheit
Curveball ist eine Politsatire von Johannes Naber aus dem Jahr 2020. Das Drehbuch beruht auf tatsächlichen Vorkommnissen im Zusammenhang mit dem Bundesnachrichtendienst und dem Irak-Krieg.

## Handlung
Der Film öffnet mit den Worten: „Eine wahre Geschichte. Leider.“ Der Biowaffenexperte und BND-Mitarbeiter Wolf ist besessen von der Idee, dass im Irak trotz der UN-Kontrollen immer noch Anthrax hergestellt wird. Eines Tages teilt ihn sein Vorgesetzter Schatz als Führungsoffizier für den irakischen Asylbewerber Rafid Alwan ein, der behauptet, er sei als Ingenieur Teil von Saddam Husseins geheimem Biowaffenprogramm gewesen. Eine Sensation für den nicht gerade mit Erfolg verwöhnten BND: Endlich wäre man der CIA eine Information voraus. Allerdings fehlt der Beweis. Doch die Suche danach ist schwierig, denn Rafid Alwan alias „Curveball“ weiß, was er wert ist. Seine Aussagen spielen ganz unterschiedlichen Interessen in die Hände – die CIA, die Bundesregierung, alle benutzen seine unglaubliche Story für ihre Zwecke. So wird eine konstruierte Geschichte zur Realität und eine Lüge zur Wahrheit, die eine Entwicklung in Gang setzt, die die Weltpolitik nachhaltig verändert.

## Veröffentlichung
Erstmals wurde der Film auf der Berlinale 2020 öffentlich vorgestellt und kam am 9. September 2021 in die deutschen Kinos, nachdem der ursprünglich vorgesehene Starttermin im Dezember 2020 wegen der COVID-19-Pandemie nicht gehalten werden konnte.

## Auszeichnungen
Der Film gewann beim Deutschen Filmpreis 2021 die Bronzene Lola in der Kategorie „Bester Spielfilm“ (Produzenten: Amir Hamz, Christian Springer, Fahri Yardim) und die Auszeichnung für die beste männliche Nebenrolle (Thorsten Merten) sowie eine Nominierung für das beste Drehbuch (Oliver Keidel, Johannes Naber).

## Rezeption
Walli Müller im NDR nennt den Film eine „bitterböse Politsatire“ und führt aus: „Hätten sich die Drehbuchautoren die Geschichte ausgedacht, man könnte sich herrlich amüsieren über diese Geheimdienst-Farce mit Doppel-Nullen als Agenten. Aber: Sie ist nicht ausgedacht, sondern im Prinzip so passiert – und da kann einem das Lachen schon im Hals stecken bleiben.“
Angelika Gutschke von Der Freitag schreibt: „Eine klasse gemachte, bitterböse Politsatire über das Unwesen deutscher Geheimdienste und internationaler Politik. Oder: Wie man Fake News als Kriegsgrund verkauft.“
Josef Grübl von der Süddeutschen Zeitung attestiert dem Film „grimmigen Humor“ und bringt ihn in Zusammenhang mit der Entstehung von Fake News: „...um Wahrheiten geht es in Zeiten von alternativen Fakten schon lange nicht mehr – eher um die Frage, wie man diese für seine Zwecke hinbiegt.“
Der „Gesprächskreis Nachrichtendienste in Deutschland“ kritisierte den seiner Meinung nach unseriösen und selektiven Umgang mit den Fakten zur Curveball-Affäre.